# Уильямс, Фред (актёр)
Фред Уильямс (нем. Fred Williams, полное имя Фридрих Вильгельм Лёхерер, нем. Friedrich Wilhelm Löcherer; 9 февраля 1938, Мюнхен, Бавария, Германия) — немецкий актёр.

## Биография
Родился в Мюнхене. Окончил Мюнхенский университет по специальности «Инженерное дело». Драматическое искусство изучал в актерской школе.
Фред дебютировал на большом экране в 1962 году. Его первой работой стала итальянская комедия «самый Короткий день» режиссера Серджио Корбуччи.
В 60-х годах исполнял главные роли в итальянских и французских комедиях. Работал с такими режиссерами как Луиджи Дзампа, Дуччи Тесари, Хосе Беназераф, Антонио Пьетранджели.
В 1965 году сыграл роль Пьетро Формари в фильме «Туманные звезды Большой Медведицы» легендарного кинематографиста Лукино Висконти. Впоследствии на экраны вышел фильм Федерико Феллини «Джульетта и духи» с участием актера. В нем он сыграл роль арабского принца.
В 1983 снялся в в роли Сабатино Лепори в фильме Федерико Феллини «И корабль плывет».
Успех актеру принесли роли Джернота в цикле фильмов немецкого режиссера Гарольда Рейнла о Нибелунгах и режиссера Фабио де Агостини в фильме «Кровавые ночи гестапо». Успешными также стали роли князя Ракоци в фильме «Анжелика и король» и Мишеля де Монсалви в фильме «Екатерина».
В 1969-1976 Уильямс исполнил главные роли в десяти фильмах ужасов испанского режиссера Хесуса Франко. Сотрудничал с режиссером Хосе Беназерафом.
С 1992 года прекратил сниматься в кино. Проживал в Мюнхене и имел семь элитных магазинов модной детской одежды. В настоящее время проживает в своем имении близ баварского озера Штарнберг.

## Фильмография
1962 — Il capitano di ferro
1963 — Ученик булочника из Венеции / Il fornaretto di Venezia
1964 — Cover Girls
1965 — Angélique et le roy
1965 — Giulietta degli spiriti
1965 — Die Herren
1965 — Vaghe stelle dell'Orsa...
1966 — Die Nibelungen, Teil 1 - Siegfried
1967 — Die Nibelungen, Teil 2 - Kriemhilds Rache
1967 — Le dolci signore
1968 — La kermesse des brigands
1969 — Catherine
1969 — Madame und ihre Nichte
1969 — Isabella, duchessa dei diavoli
1970 — Nachts, wenn Dracula erwacht
1971 — Sie tötete in Ekstase
1971 — Der Teufel kam aus Akasava
1972 — Le avventure di Pinocchio
1972 — Der Todesrächer von Soho
1973 — Les cinq dernières minutes
1974 — Milano: il clan dei Calabresi
1975 — Les lesbiennes
1975 — Les incestueuses
1975 — Le jouisseur
1975 — Fermi tutti! È una rapina
1975 — La guerre du pétrole n'aura pas lieu
1976 — Montana Jones
1976 — Une femme d'honneur
1976 — Gli amici di Nick Hezard
1976 — Les emmerdeuses
1977 — Проклятые короли
1977 — A Bridge Too Far
1977 — Le lunghe notti della Gestapo
1983 — E la nave va
1983 — Liebesblut